# Ridgely (Tennessee)
Ridgely é uma cidade  localizada no estado norte-americano de Tennessee, no Condado de Lake.

## Demografia
Segundo o censo norte-americano de 2000, a sua população era de 1667 habitantes.
Em 2006, foi estimada uma população de 1541, um decréscimo de 126 (-7.6%).

## Geografia
De acordo com o United States Census Bureau tem uma área de
1,8 km², dos quais 1,8 km² cobertos por terra e 0,0 km² cobertos por água. Ridgely localiza-se a aproximadamente 89 m acima do nível do mar.

## Localidades na vizinhança
O diagrama seguinte representa as localidades num raio de 24 km ao redor de Ridgely.